# Лутон Таун
«Лу́тон Та́ун» (англ. Luton Town Football Club) — англійський футбольний клуб із Лутона. Заснований 11 квітня 1885 року.

## Історія
У команди пішло всього 9 років на те, щоб після підйому з Національної ліги пробитися до АПЛ: у 2014 році вона вийшла до Другої Ліги, 2018 році — до Ліги 1, 2019 році — до Чемпіоншипу, а з сезону 2023/24 виступає вже в АПЛ. Подібне до цього вдавалося лише «Вімблдону» за період з 1977 по 1986 рік.
6 січня 2016 року команду очолив валлійський фахівець Нейтан Джонс, що стало однією з найуспішніших подій у сучасній історії клубу. У сезоні 2016/17 команда посіла 4-те місце, що дозволило їй зіграти у плей-оф за підвищення до Ліги 1, де у півфіналі вони поступилися «Блекпулу».
У сезоні 2017/18 «Лутон» зміг досягти прямого підвищення в класі, посівши в лізі 2-ге місце. У наступному сезоні «капелюшники» відразу виграли першу лігу і вперше з сезону 2006/07 заслужили право виступати в Чемпіоншипі.
У сезоні 2021/22 клуб посів 6-те місце в Чемпіоншипі і вперше за довгі роки отримав шанс зіграти в АПЛ. У стикових матчах команда поступилася «Гаддерсфілду».
У сезоні 2022/23 команда знову пробилась до плей-оф. У півфінальному протистоянні «Лутон» був сильніше за «Сандерленд», а у фінальному матчі на Вемблі в серії пенальті здолали «Ковентрі». Таким чином «Лутон Таун» вперше в історії вийшов до англійської Прем'єр-ліги й вперше з 1992 року отримав право зіграти в елітному дивізіоні.

## Склад команди
Станом на 31 січня 2024
| №  | Поз. | Нац.         | Гравець                                   |
| -- | ---- | ------------ | ----------------------------------------- |
| 1  | ВР   | Англія       | Джеймс Ши                                 |
| 2  | ЗХ   | Англія       | Гебріел Ошо                               |
| 3  | ЗХ   | Англія       | Ден Поттс                                 |
| 4  | ЗХ   | Уельс        | Том Лок'єр (капітан)                      |
| 5  | ЗХ   | Данія        | Мадс Андерсен                             |
| 6  | ПЗ   | Англія       | Росс Барклі                               |
| 7  | НП   | Ірландія     | Чидозі Огбене                             |
| 8  | ПЗ   | Норвегія     | Тело Осгор                                |
| 9  | НП   | Англія       | Карлтон Морріс                            |
| 10 | НП   | Англія       | Колі Вудроу                               |
| 11 | НП   | Англія       | Елайджа Адебайо                           |
| 12 | ЗХ   | Буркіна-Фасо | Ісса Каборе (в оренді з «Манчестер Сіті») |
| 13 | ПЗ   | Зімбабве     | Марвелус Накамба                          |
| 14 | ПЗ   | Нідерланди   | Тахіт Чонг                                |
| 15 | ЗХ   | Англія       | Теден Менгі                               |

| №  | Поз. | Нац.             | Гравець             |
| -- | ---- | ---------------- | ------------------- |
| 16 | ЗХ   | Англія           | Ріс Берк            |
| 17 | ПЗ   | ДР Конго         | Пеллі Руддок Мпанзу |
| 18 | ПЗ   | Англія           | Джордан Кларк       |
| 19 | НП   | Шотландія        | Джейкоб Браун       |
| 23 | ВР   | Нідерланди       | Тім Крул            |
| 24 | ВР   | Бельгія          | Томас Камінскі      |
| 27 | ЗХ   | Японія           | Даїкі Хасіока       |
| 28 | ЗХ   | Республіка Конго | Хріст Макоссо       |
| 29 | ЗХ   | Ямайка           | Амарі Белл          |
| 30 | ПЗ   | Англія           | Андрос Таунсенд     |
| 39 | ПЗ   | Уельс            | Елліот Торп         |
| 44 | НП   | Норвегія         | Лассе Нордос        |
| 45 | ПЗ   | Англія           | Алфі Дауті          |
|    | НП   | Канада           | Арібім Пеппл        |
|    | ПЗ   | Нігерія          | Фред Оньєдінма      |

## Досягнення
- Володар Кубка Ліги: 1987–1988
- Переможець плей-оф Чемпіоншипу: 2022—2023
- Володар Трофею Футбольної Ліги: 2008—2009

## Дербі
Головним принциповим суперником є футбольний клуб «Вотфорд», що розташований у сусідньому Гартфордширі